# Bayon (Angkor)

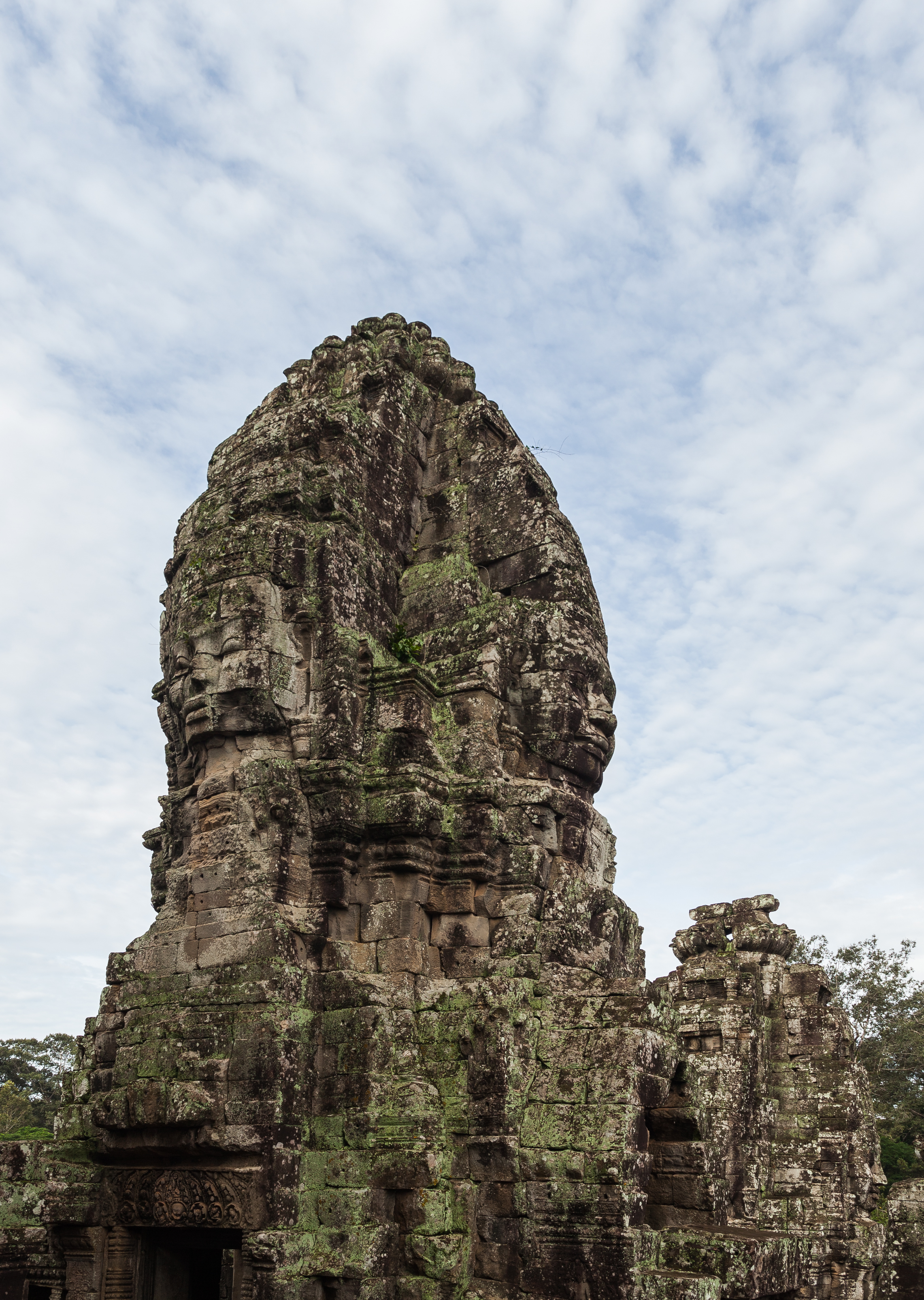
Torri a forma di viso nella terrazza superiore

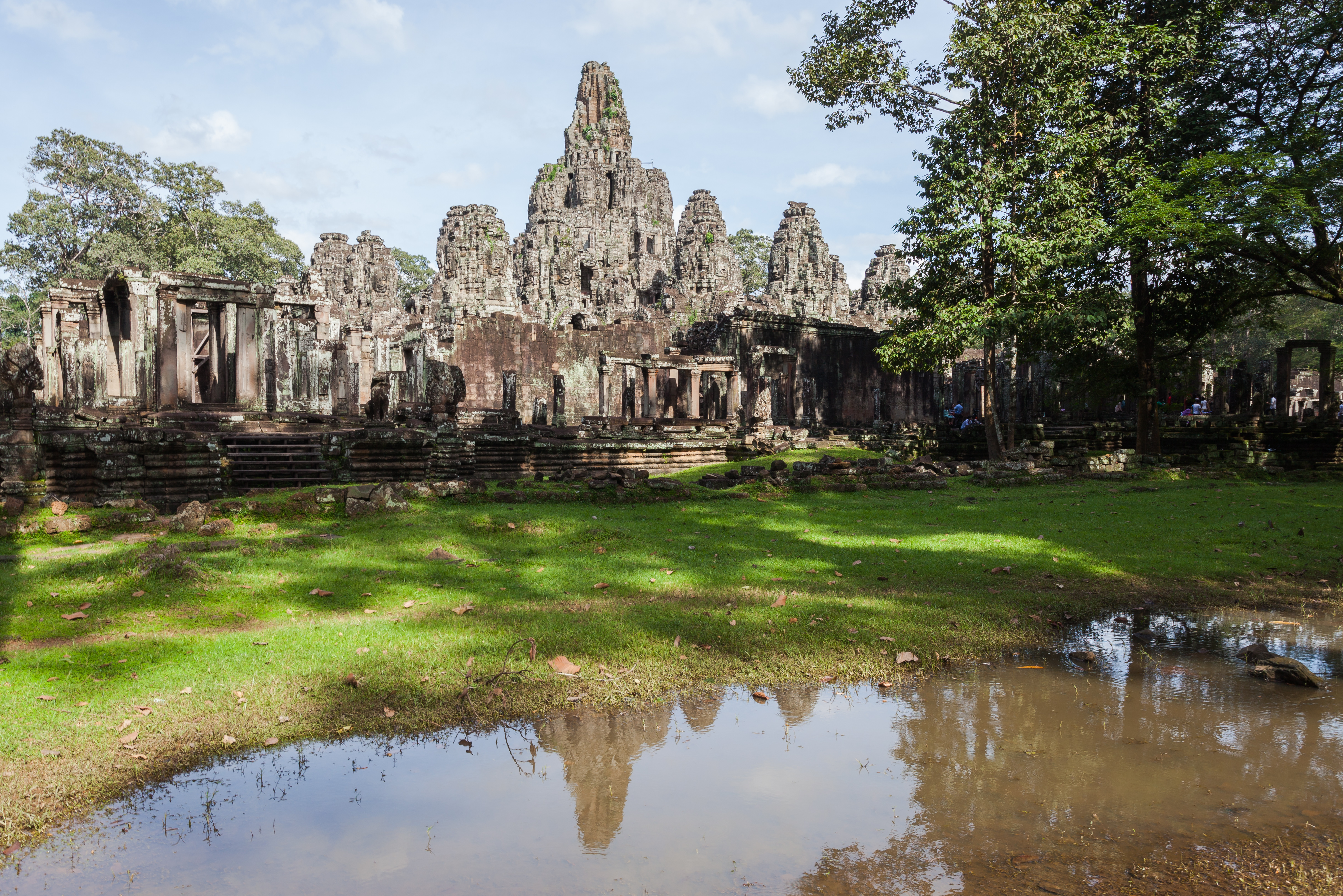
Veduta da sud est

Il Bayon è un tempio di Angkor in Cambogia. Fu costruito agli inizi del tredicesimo secolo come tempio di stato del re Jayavarman VII e si trova al centro di quella che era la sua capitale, Angkor Thom. La sua caratteristica distintiva è la moltitudine di visi sorridenti, scolpiti sulle quattro facce delle guglie a sezione quadrata che si elevano sempre di più man mano che ci si avvicina alla massiccia torre centrale. Vi si trovano anche due gruppi di notevoli bassorilievi, che descrivono un'insolita combinazione di mitologia, storia e di vita mondana.

## Storia
Il Bayon è l'ultimo tempio di stato che fu edificato ad Angkor, e l'unico ad essere costruito principalmente come tempio buddista (anche se qui si veneravano diversi dèi indù). Fu l'edificio più importante del programma costruttivo di Jayavarman VII e la somiglianza dei visi posti sulle torri del tempio con le statue del re hanno portato molti studiosi a concludere che i visi sono, almeno in parte, delle rappresentazioni di Jayavarman VII; una seconda possibilità è che rappresentino Avalokiteśvara.
Sotto il regno di Jayavarman VIII, a metà del tredicesimo secolo, il tempio fu convertito all'induismo. Nei secoli successivi il buddismo Theravada divenne dominante, prima che il tempio fosse completamente lasciato in balia della giungla. Le caratteristiche odierne che non fanno parte del progetto originario sono il terrazzo nella parte est del tempio, le biblioteche, gli angoli quadrati delle gallerie interne e la terrazza superiore.
Nella prima parte del ventesimo secolo i lavori di conservazione furono condotti dalla École française d'Extrême-Orient (EFEO), che restaurò il tempio usando la tecnica chiamata anastilosi. Dal 1995 il 'gruppo governativo giapponese per la salvaguardia di Angkor' (JSA - Japanese Government team for the Safeguarding of Angkor) è diventato l'organizzazione preminente nel restauro del sito.

## Il sito
Il tempio è orientato verso est, cosicché i suoi edifici sono situati sul lato ovest all'interno dei recinti che si allungano in direzione est-ovest. Poiché il tempio si trova esattamente al centro di Angkor Thom, le strade che partono dagli ingressi posti ai quattro punti cardinali della città portano direttamente qui. Il tempio non ha mura o fossati che lo circondano, sostituiti da quelli della città stessa: la città-tempio, con un'area di 9 km², è molto più grande di quella di Angkor Wat posta più a sud (2 km²). 

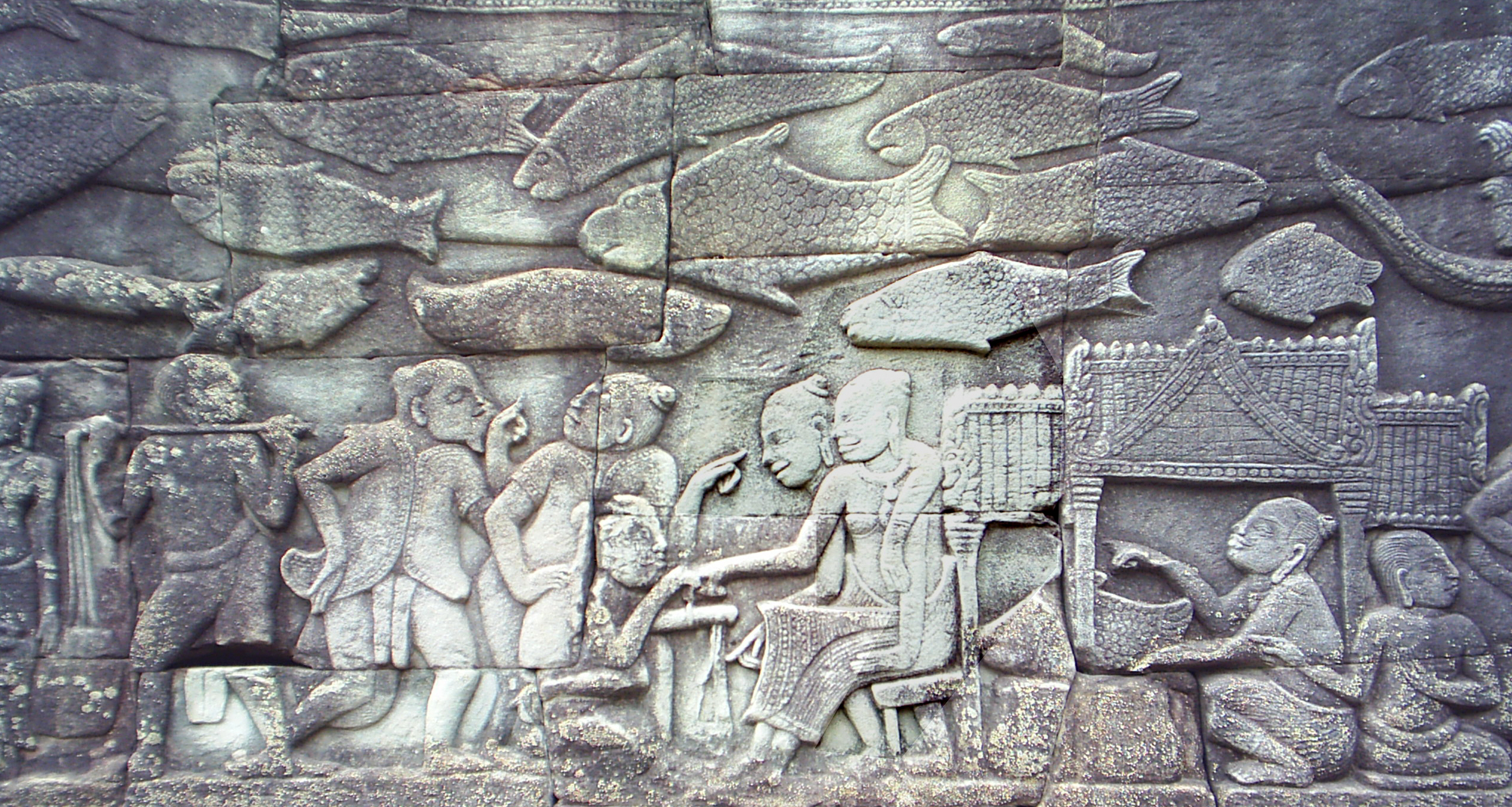
Una scena di un mercato nella parte esterna della galleria meridionale, mentre stanno pesando la merca; i pesci appartengono alla battaglia navale rappresentata più sopra.

Dentro il tempio stesso ci sono due recinti a gallerie (il secondo e il terzo recinto) ed un terrazzo più in alto (il primo recinto). La galleria più esterna mostra nel muro più esterno una serie di scene sia storiche che della vita di tutti i giorni, ma c'è molta incertezza nel definire quali siano gli eventi storici rappresentati e come i diversi bassorilievi siano correlati tra loro. Partendo dal gopura orientale e procedendo in senso orario, i soggetti sono: un'armata Khmer in marcia (che include anche alcuni soldati cinesi), seguita dai carri con le provvigioni; delle scene domestiche; nell'angolo a sud-est, una scena del tempio; nel muro meridionale, una battaglia sul Tonle Sap tra gli Khmer e i Champa, con sotto altre scene domestiche; una esibizione navale; scene di palazzo; navi Chăm, seguite da una battaglia di terra vinta dagli Khmer, e poi la vesta per la vittoria; una parata militare (include sia Khmer che Chăm); nella galleria ovest, dei bassorilievi rimasti incompiuti mostrano un'armata che marcia nella foresta, segue una disputa e una battaglia tra gli stessi gruppi di Khmer (Freeman and Jacques sostengono che questa potrebbe rappresentare una rivolta che ebbe luogo nel 1182); una processione reale; nella galleria nord, di nuovo incompiuti, il re che si intrattiene e poi ancora battaglie, una delle quali mostra i Khmer battuti dai Chăm; nell'angolo a nord-est un'altra armata in marcia, e nella galleria est, una battaglia di terra vinta dagli Khmer.

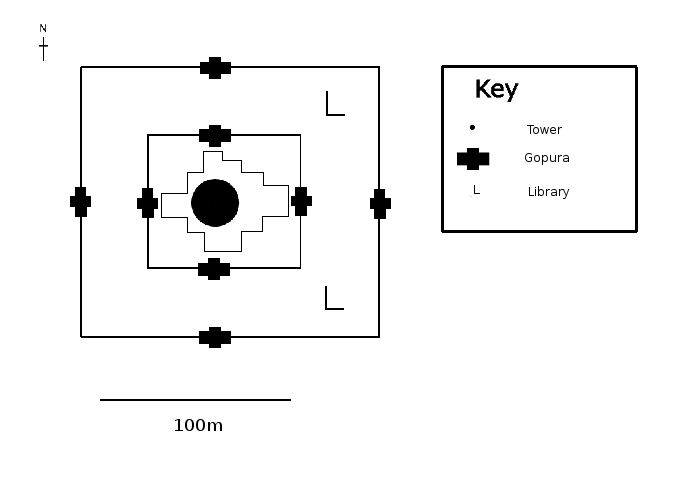
La pianta del Bayon, con la struttura principale. Le dimensioni sono solo approssimate a causa della sua forma irregolare.

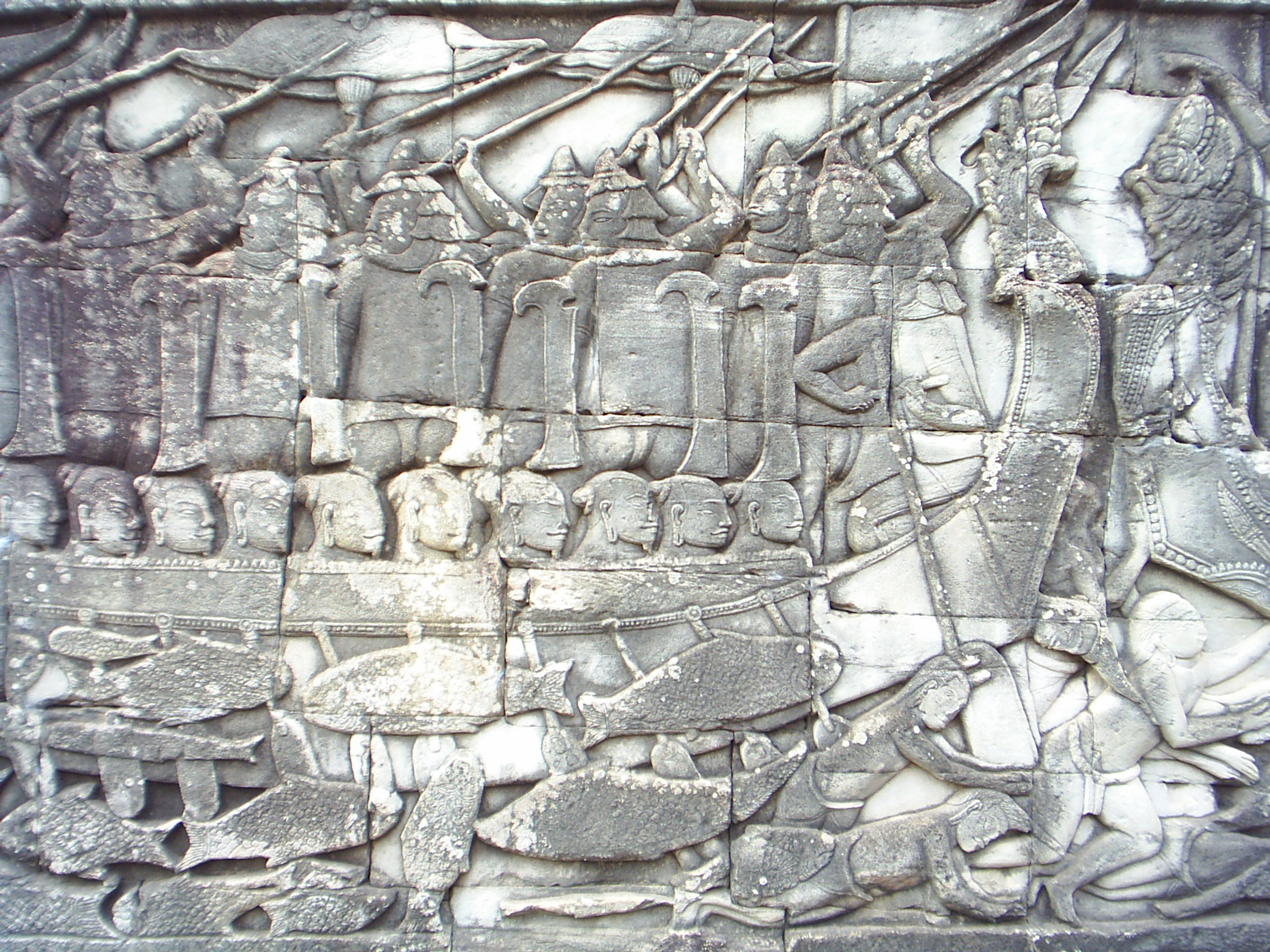
Una battaglia navale su di un bassorilievo nella galleria esterna meridionale; mostra i soldati di Cham sulla nave e in acqua i combattenti Khmer morti.

La galleria più esterna racchiude un cortile in cui si trovano due biblioteche, una su ciascun lato dell'entrata est. C'erano in precedenza 16 cappelle in questo cortile, poi demolite da Jayavarman VIII. La galleria più interna è rialzata rispetto al terreno; i suoi bassorilievi, aggiunti successivamente da Jayavarman VIII, sono in assoluto contrasto con quelli della parte esterna: invece di battaglie e processioni, la parte interna è decorata con scene della mitologia induista. Non è stato ancora stabilito con certezza quello che è rappresentato, e in che relazione siano tra loro. Una galleria subito a nord del gopura più orientale ad esempio, mostra due scene collegate che sono state spiegate come la liberazione di una dea da dentro la montaglia (Glaize), oppure come un atto di iconoclasma da parte degli invasori Chăm (Freeman and Jacques). Vicino a questi, una serie di pannelli che mostrano un re che combatte con un serpente e muore, si pensa siano connessi con la leggenda del re lebbroso. Più chiari sono i disegni della costruzione del tempio di Visnù (a sud del gopura occidentale) e la scena del mescolamento del Mare di Latte (a nord del gopura occidentale).

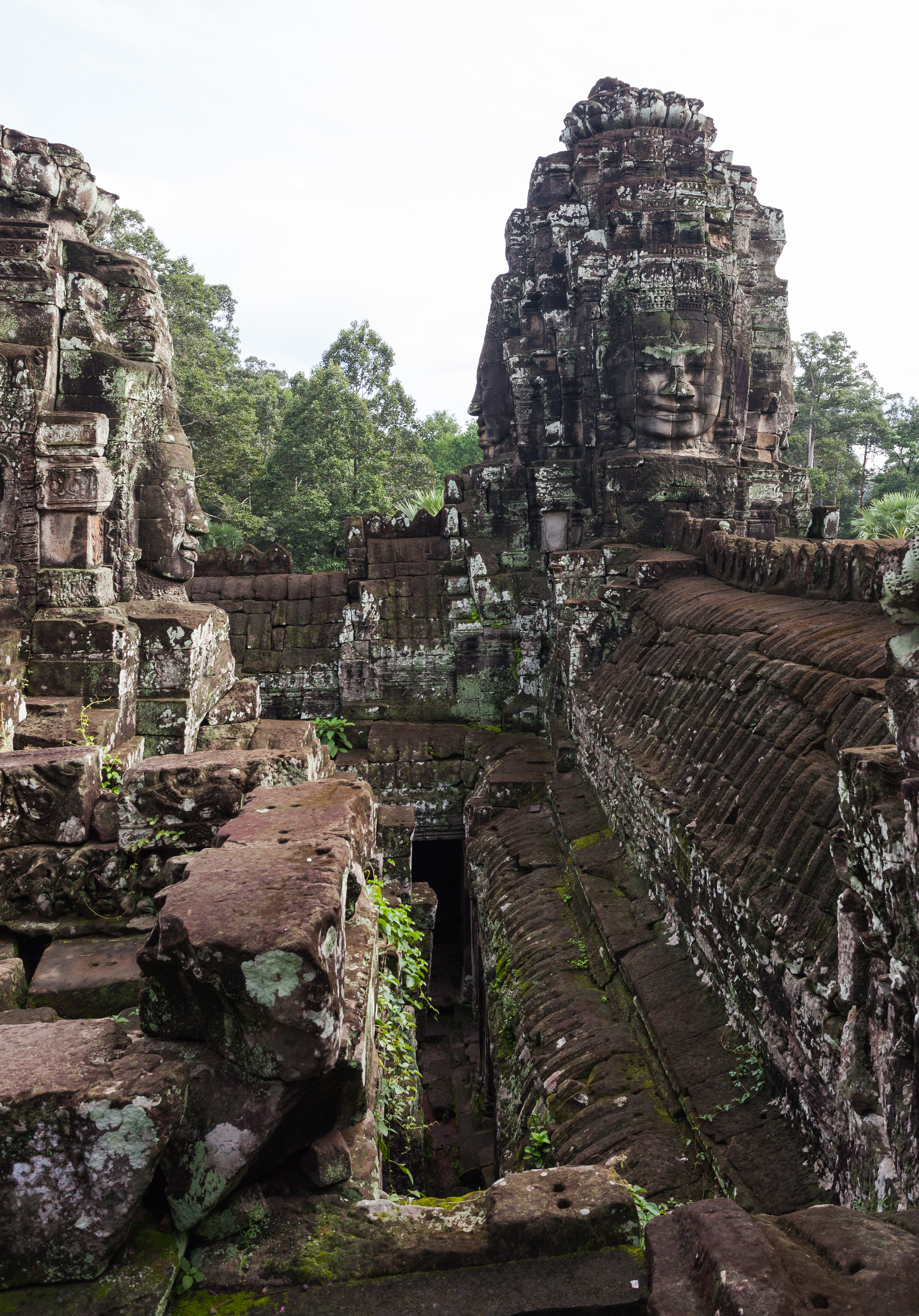
Poco spazio è stato lasciato tra la galleria interna (a sinistra) e il terrazzo superiore (a destra).

 La galleria interna è quasi completamente occupata dal terrazzo superiore, rialzato ad un livello ancora più alto. A questa altezza il visitatore è circondato da torri a forma di viso, ciascuna con due, tre o più comunemente quattro dei famosi visi sorridenti. Glaize scrisse che "sul terrazzo superiore regna il mistero. Dovunque uno si volti, i visi di Lokesvara ti seguono e dominano con la loro presenza multipla, sempre controbilanciati dalla massa travolgente del cuore centrale". Le torri sono posizionate lungo la galleria più interna (agli angoli e agli ingressi), e sulle cappelle sul terrazzo superiore. Altri visi sono intagliati nella torre centrale. Malgrado gli sforzi fatti per dare un significato al numero di torri e di visi, il numero è cambiato più volte nel tempo via via che venivano individuate nuove torri; ci devono esser state ad un certo momento ben 49 torri, sebbene oggi ne restino solo 37. Ci sono circa 200 visi, ma poiché di alcune rimane ben poco, il conteggio non potrà mai essere definitivo.
Come la galleria più interna, il corpo centrale era inizialmente a forma di croce ma fu in seguito riempito e reso circolare. Si eleva per 43 metri sopra il livello del suolo. L'immagine originale di Buddha del sacrario centrale fu rimossa e distrutta da Jayavarman VIII, ma è stata oggi restaurata e può esser vista in un padiglione nella parte nord-est del tempio.